# Harrington-Ratten
Die Harrington-Ratten (Desmomys) sind eine Nagetiergattung aus der Gruppe der Altweltmäuse (Murinae). Die Gattung umfasst zwei Arten.
Diese Nagetiere erreichen eine Kopfrumpflänge von rund 12 Zentimetern, wozu noch ein durchschnittlich 15 Zentimeter langer Schwanz kommt. Das Fell ist an der Oberseite gelblich-grau und an der Unterseite hellgrau gefärbt. In ihrem Körperbau ähneln sie den nahe verwandten Furchenzahn-Bachratten (Pelomys).
Harrington-Ratten sind in Äthiopien endemisch, sie bewohnen Hochlandgebiete in 1800 bis 2800 Metern Seehöhe. Sie leben häufig in sumpfigen Regionen, können aber auch gut auf Bäume klettern. Ansonsten ist über ihre Lebensweise sehr wenig bekannt.
Es werden zwei Arten unterschieden:
- Die Harrington-Ratte (Desmomys harringtoni) ist im westlichen Äthiopien beheimatet. Die Art gilt als weit verbreitet und häufig.
- Die Yalden-Ratte (Desmomys yaldeni) wurde erst 2003 beschrieben. Sie bewohnt ein kleines Gebiet im südwestlichen Äthiopien und wird von der IUCN als „gefährdet“ (vulnerable) gelistet.

Systematisch werden sie innerhalb der Altweltmäuse in die Arvicanthis-Gruppe eingeordnet.